# Jacques Louis Marin Defrance
Jacques Louis Marin Defrance (* 22. Oktober 1758; † 12. November 1850) war ein französischer Geschäftsmann, Zoologe, Botaniker und Paläontologe. Sein offizielles botanisches Autorenkürzel lautet „Defrance“.

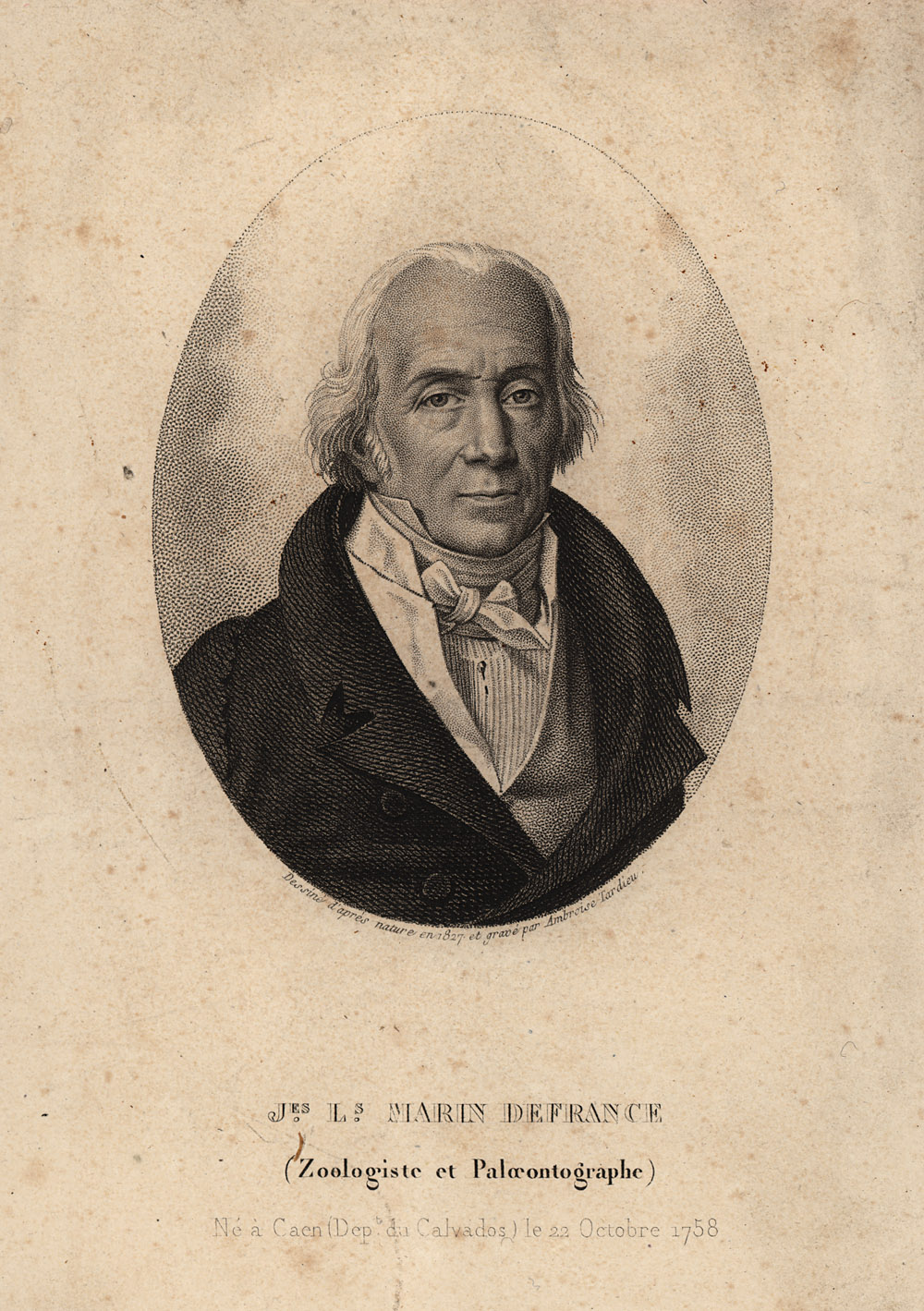
Jacques Louis Marin Defrance

## Leben
Defrance war ein wohlhabender Geschäftsmann in Paris und sammelte naturgeschichtliche Objekte, besonders Fossilien aus dem Pariser Becken und der Normandie. Seine paläontologische Sammlung ist im Naturgeschichtsmuseum in Caen.
Er veröffentlichte in den Mémoires du Muséum, Annales des sciences naturelles und im Dictionnaire des sciences naturelles. Er war einer der Gründer der französischen geologischen Gesellschaft. Er war einer der Ersten, der die Bedingungen der Fossilisation untersuchte und Pionier der Biostratigraphie.
Er war der Erste, der den Namen Pleurotomaria (1826) in die Paläontologie einführte, für eine Gattung jurassischer Schnecken.

## Schriften
- Tableau Des Corps Organisés Fossiles: Précédé De Remarques Sur Leur Pétrification, Paris 1824, gallica